# Ulven kommer
Ulven kommer er en dansk dramaserie, der blev sendt først gang på DR1 i 2020.
Serien omhandler Holly, der bliver tvangsfjernet fra sin familie.

## Medvirkende
- Bjarne Henriksen (Lars)
- Flora Ofelia Hofmann Lindahl (pigen Holly)
- Peter Plaugborg (Hollys stedfar Simon)
- Christine Albeck Børge (moren Dea)
- Noah Storm Otto (drengen Theo).
- Line Kruse (Karen)
- Christoffer Svane (Hollys far, Peter)
- Rasmus Hammerich (Brenning)
- Laura Skjoldborg (Majken)
- Lila Nobel Mehabil (Mona)
- Christine Exner (Katja)
- Justin Geertsen (Jonatan)
- Lone Rødbroe (Dorte)
- Henning Valin Jakobsen (Rasmus)